# لبه زمستان (فیلم)
لبه زمستان (به انگلیسی: Edge of Winter) فیلمی محصول سال ۲۰۱۶ و به کارگردانی راب کانلی است. در این فیلم بازیگرانی همچون یوئل کینامان، پرسی هاینس وایت، روسیف ساترلند، شایلو فرناندز، تام هالند و راشل لفو ایفای نقش کرده‌اند.